# 北岸水怪
北岸水怪，又称大盐湖水怪，据说是生存于美国犹他州大盐湖的湖怪。

## 历史
在19世纪40年代，一个被称为“Brother Bainbridge”的人报告他在羚羊岛（Antelope Island）附近的湖边看到了一个有海豚身体的怪物。在1877年初夏的一个黄昏或晚上，博克斯埃尔德县凯尔顿镇的J.H. McNeil和Barnes and Co. Salt Works公司的几个员工在湖的北岸看到了湖水中有一个长着鳄鱼身体和马头的巨大生物。这个生物发出可怕的吼叫声要攻击员工，这几个员工及时跑到附近的山坡上，躲在灌木丛直到天亮。一些人认为后者为一只美洲水牛。